# アサイラム・レコード
アサイラム・レコード（Asylum Records）は、デヴィッド・ゲフィンとエリオット・ロバーツにより1971年に設立されたアメリカのレコード会社。

## 概要
デヴィッド・ゲフィンとエリオット・ロバーツは60年代末頃から、クロスビー、スティルス、ナッシュ&ヤングなどのミュージシャンのマネージメントを行っていた。その中にレコード・デビュー前のジャクソン・ブラウンがいたが、ブラウンはレコード会社となかなか契約を結ぶことができなかった。ゲフィンがアトランティック・レコードのアーメット・アーティガンに「ブラウンは金になりますよ」とすすめると、「金なら私は十分にある。どうして君は自分でレコード会社を作らないんだい？ そうすれば君自身が金持ちになれるじゃないか」という返事が返って来た。これがきっかけとなりゲフィンは会社を設立することとなった。
ゲフィンが最初に声をかけたのは、彼が長い間マネージャーを務めていた友人のローラ・ニーロであった。ニーロは一旦承諾したものの、ゲフィンの知らないところでコロムビア・レコードと再契約を交わしてしまう。ゲフィンはニーロの仕打ちに対しショックを受け、何日も泣き暮らしていたという。
1971年9月15日、アサイラム・レコードから、最初のアルバムであるジュディ・シルの『Judee Sill』がリリースされる。同年10月、グレアム・ナッシュがプロデューサーを務めた「ジーザス・ワズ・ア・クロス・メイカー」がシングルカットされた。レコード番号は「AS-11000」。
1973年にニューヨークのエレクトラ・レコードと合併し、エレクトラ／アサイラムと社名変更したが、その後もエレクトラとアサイラムは別の事業部として、ニューヨークとロサンゼルスで別々にレーベル活動を行っていた。
アサイラムはカントリーロック系、シンガーソングライター系のミュージシャンを多く抱え人気を博したが、それらの音楽が下火となった1980年代には活動が停滞し、1989年にレーベル活動を終了した。アサイラムという名称はその後しばらくの間はカントリーのレーベル名として使われたが、現在はワーナー・ミュージック・グループ内の独立系レーベルの支援を行う部署の名称となっている。

## 沿革
- 1971年　デヴィッド・ゲフィンがアトランティック・レコードの出資を得てロサンゼルスに設立。
- 1973年　ジャック・ホルツマンの引退に伴いエレクトラ・レコードと合併、社名がエレクトラ／アサイラムとなる。新会社の社長はデヴィッド・ゲフィン。
- 1975年　デヴィッド・ゲフィンがワーナー・ブラザースに転出。後任の社長はジョー・スミス。
- 1983年　ジョー・スミスが社長退任。後任はボブ・クラスノウ。
- 1989年　社内組織の再編によりレーベル名がエレクトラに統一され、社名もエレクトラ・エンタテインメントに変更。
- 1994年　ボブ・クラスノウが社長を退任。後任はシルヴィア・ローン。
- 2004年　エレクトラ・エンタテインメントがアトランティック・レコードに併合される。

## 主なアーティスト
- ジャクソン・ブラウン
- イーグルス
- ジョー・ウォルシュ
- ジョン・デヴィッド・サウザー
- ジョニ・ミッチェル
- リンダ・ロンシュタット
- ジュディ・シル
- トム・ウェイツ
- ボブ・ディラン
- ネッド・ドヒニー
- ウォーレン・ジヴォン
- リッチー・フューレイ
- クリス・ヒルマン

## アサイラム・レコードの邦楽アーティスト
1970年代、アサイラム・レコードの配給権を保持していたワーナー・パイオニアにより、同レーベルから発売された邦楽アーティスト。
- 泉谷しげる
- 伊藤銀次
- カーティス・クリーク・バンド
- 時任三郎